# ۶۷۷ (قمری)
۶۷۷ (قمری)، ششصد و هفتاد و هفتمین سال در گاهشماری هجری قمری است. اول محرم این سال برابر با یست و پنجم مه سال ۱۲۷۸ میلادی است.